# Кам'янська райдержадміністрація
Кам'янська райдержадміністрація — виконавчий орган Кам'янського району Черкаської області.